# Macmillan Publishers
Macmillan Publishers Ltd, també conegut com The Macmillan Group, és una editorial d'origen britànic. Des del 2001 pertany al Grup Editorial Holtzbrinck.
Fundada en 1843 pels germans Daniel i Alexander Macmillan, d'Escocia, van començar publicant obres d’autors com: Charles Kingsley, Thomas Hughes, Christina Rossetti, Matthew Arnold, Lewis Carroll, Alfred Tennyson, Thomas Hardy, i Rudyard Kipling.
A més de publicar obres literàries, l'empresa comprenia revistes com Nature i Scientific American.
En 1869 Macmillan va obrir una oficina a Nova York, i el 1996 va vendre el filial a la Macmillan Company.
El primer ministre del Regne Unit del 1957 a 1963, Harold Macmillan, era net de Daniel Macmillan, un dels fundadors de l'editorial i, després de deixar la política, va ostentar el carregament del president de l'empresa.